# Kristian Kristoffersen
Kristian Kristoffersen (* 12. Juni 1988 in Aasiaat) ist ein grönländischer Biathlet.

## Karriere
Kristian Kristoffersen bestritt seine ersten internationalen Rennen 2005 im Rahmen des Junioren-Europacups in Obertilliach. Erstes Großereignis wurden die Junioren-Weltmeisterschaften 2006 in Presque Isle, wo er in Einzel und Sprint 51., in der Verfolgung 50. wurde. Wenig später wurde bei der Junioren-Europameisterschaft in Langdorf Platz 64 im Sprint bestes Resultat. Besser waren die Ergebnisse bei der Junioren-EM im Jahr darauf in Bansko. Kristian Kristoffersen lief auf den 38. Platz im Sprint und wurde 45. des Einzels. 2008 startete er zunächst bei der Junioren-WM in Ruhpolding und wurde im Sprint 63. sowie im Einzel 65., und anschließend bei der Junioren-EM in Nové Město na Moravě, wo sein bestes Ergebnis ein 33. Platz im Einzel wurde. Im Sprint qualifizierte er sich als 59. knapp für den Verfolger, wo er sich bis auf Rang 41 verbessern konnte. Letztes Großereignis bei den Junioren wurde die WM 2009 in Canmore, wo Kristoffersen 54. im Einzel und 65. im Sprint wurde.
Erste Einsätze bei den Herren hatte Kristoffersen zur Saison 2008/09 im IBU-Cup. Erster Höhepunkt bei den Herren wurden die Biathlon-Weltmeisterschaften 2009 in Pyeongchang. In Südkorea lief er auf die 106 im Einzel und 108 im Sprint.

## Weltcupstatistik
Die Tabelle zeigt alle Platzierungen (je nach Austragungsjahr einschließlich Olympische Spiele und Weltmeisterschaften).
- 1.–3. Platz: Anzahl der Podiumsplatzierungen
- Top 10: Anzahl der Platzierungen unter den ersten zehn (einschließlich Podium)
- Punkteränge: Anzahl der Platzierungen innerhalb der Punkteränge (einschließlich Podium und Top 10)
- Starts: Anzahl gelaufener Rennen in der jeweiligen Disziplin

| Platzierung                      | Einzel | Sprint | Verfolgung | Massenstart | Staffel | Gesamt |
| -------------------------------- | ------ | ------ | ---------- | ----------- | ------- | ------ |
| 1. Platz                         |        |        |            |             |         |        |
| 2. Platz                         |        |        |            |             |         |        |
| 3. Platz                         |        |        |            |             |         |        |
| Top 10                           |        |        |            |             |         |        |
| Punkteränge                      |        |        |            |             |         |        |
| Starts                           | 2      | 3      |            |             |         | 5      |
| Stand: nach der Saison 2010/2011 |        |        |            |             |         |        |